# Tesla Lint VC
Tesla Lint VC (voorheen Volley Lint) is een Belgische volleybalclub uit Lint. De eerste ploeg van de heren komt uit in 2de nationale. De eerste vrouwenploeg in Eerste nationale.

## Geschiedenis
De club ontstond in 1968 met als oorspronkelijke kleuren blauw-wit, maar begin jaren 2000 veranderden deze clubkleuren in zwart-rood. De club telt  ploegen waarvan 8 ploegen uitkomen voor de Vlaamse Volleybalbond (VVB) en 12 meedoen in de Sporta-reeksen (voorheen VKS). De jeugdwerking telt 17 ploegen waaronder 4 ploegjes die provinciaal spelen.
Dirk Bols is voorzitter van de club.